# Nodens
 (juillet 2010).
Si vous disposez d'ouvrages ou d'articles de référence ou si vous connaissez des sites web de qualité traitant du thème abordé ici, merci de compléter l'article en donnant les références utiles à sa vérifiabilité et en les liant à la section « Notes et références ».
Nodens ou Nodons est un dieu de la mythologie celtique. Dieu guérisseur et dieu pêcheur, il est également, par son animal sacré, le chien, associé au royaume des morts.

## Le dieu celte
En tant que dieu celte, Nodens est associé à la guérison, la mer, et aux chiens. Mais le chien, animal psychopompe dans la culture celtique, et son aspect de pêcheur l'associent également au royaume des morts, dont il aurait été le roi. Il était vénéré en Angleterre, en particulier dans un temple à Lydney Park, dans le Gloucestershire. La divinité n'est connue que dans un seul autre endroit, à Cockersand Moss (Lancashire).
Nodens est souvent comparé aux dieux romains Mars, Mercure, Neptune ou Silvanus, ou encore au dieu irlandais Nuada ou au Gallois Nudd.
À l'instar du dieu nordique Týr, Nodens perd une main, mais bien que cela lui coûte sa royauté (un roi infirme ne peut pas régner dans la société celtique), il est plus chanceux que ce dernier car le dieu chirurgien, Diancecht, lui fait un bras d'argent pour compenser sa perte.

## Étymologie
Le nom Nodens dérive probablement de la souche gaélique *noudont- ou *noudent-, que le philologue J. R. R. Tolkien a relié à une racine germanique signifiant « acquérir, avoir l'usage de », et plus anciennement « attraper, piéger ». En faisant la connexion avec Nuada, il détecta « un écho de l'ancienne célébrité de la main magique de Nodens l'Attrapeur ». De même, Julius Pokorny fait descendre le nom d'une racine proto indo-européenne *neu-d- signifiant « acquérir, utiliser, pêcher ». Le Gallois Llud Llaw Eraint (« Llud à la Main d'Argent ») dérive de Nudd Llaw Eraint,. Ainsi, le légendaire roi breton Lud pourrait en fait être une évocation de Nodens. Toutefois, toutes ces interprétations n'ont pu être vérifiées.

## Mythologie
L'hypothèse étymologique prend toutefois du poids par le fait que Nodens est parfois cité comme un dieu psychopompe, pêchant les âmes des hommes. À ce titre, le Roi pêcheur du cycle arthurien, Pellès, est souvent considéré comme inspiré de Nodens. Les deux ont en commun le pouvoir de guider les hommes vers un autre état : la mort pour Nodens, un état de conscience supérieur (symbolisé par le Graal) pour Pellès.
Sinon, comme dit plus haut, il est souvent pris pour Nuada Main d'Argent, qui pourrait n'être qu'un aspect du vieux dieu, déformé par le temps.

## Héritage dans la littérature moderne

### Tolkien
Tolkien visita le temple de Nodens de Lydney Park, un endroit appelé communément « Dwarf's Hill » ou « la Colline des Nains » en français, ayant été invité à enquêter sur une inscription latine sur un anneau qui y avait été trouvé. Il traduisit l'inscription sur l'anneau, une malédiction, et retraça Nodens jusqu'au héros irlandais Nuada Airgetlám, « Nuada à la Main d'Argent ».
L'érudit de Tolkien, Tom Shippey, pensait qu'il s'agissait d'une influence « cruciale » sur l'invention de Tolkien de la Terre du Milieu, combinant un dieu-héros, un anneau, des nains et une main d'argent. Mathew Lyons note « l'apparence de trous de Hobbit des puits de mine de [Dwarf's Hill] », et que Tolkien était, selon la conservatrice de Lydney, Sylvia Jones, extrêmement intéressé par le folklore de la colline lors de son séjour là-bas,. Helen Armstrong a commenté que l'endroit a peut-être inspiré « Celebrimbor et les royaumes déchus de la Moria et de l'Eregion » de Tolkien,. Le nom du forgeron elfique Celebrimbor d'Eregion, qui a forgé les anneaux de pouvoir dans le Silmarillion, signifie « Main d'argent » dans la langue elfique inventée par Tolkien, le sindarin. Dwarf's Hill, avec ses nombreux puits de mine, a été suggérée comme une influence pour la Montagne Solitaire dans Le Hobbit et les Mines de la Moria dans Le Seigneur des Anneaux.

### Lovecraft
Sous le nom de Nodens, le « Seigneur du Grand Abîme » (Nodens, Lord of the Great Abyss), la divinité celtique apparaît dans deux nouvelles fantastiques de l'écrivain américain Howard Phillips Lovecraft : L'Étrange maison haute dans la brume (1931) et La Quête onirique de Kadath l'inconnue (1943). L'auteur s'est vraisemblablement inspiré du roman Le Grand Dieu Pan (1894) de l'écrivain britannique Arthur Machen, où figure une inscription romaine fictive évoquant le « Grand Nodens (le dieu des grandes profondeurs ou de l'abysse), ».
Par la suite, l'écrivain August Derleth, continuateur littéraire et éditeur posthume de Lovecraft, incorpore Nodens dans un panthéon fictif composé des Dieux très anciens, divinités bénignes opposées aux Grands Anciens du « mythe de Cthulhu, ».

### Paolini
Dans le roman Eragon de Christopher Paolini, « Argetlam » (lit : main d'argent) est un autre nom pour le gedwëy ignasia (lit : « paume brillante » dans la langue ancienne fictive imaginée par Paolini pour la série). Il est adapté du mot irlandais Airgetlam.